# Speed of Sound
Pour l’article homonyme, voir Speed of Sound pour la chanson de Coldplay.
Albums de Anvil
Absolutely no Alternative Anthology of Anvil
Speed of Sound est le dixième album studio du groupe de heavy metal canadien Anvil. Il est sorti en 1999.

## Composition du groupe
- Steve "Lips" Kudlow : chant et guitare
- Ivan Hurd : guitare
- Glenn Five : basse
- Robb Reiner : batterie

## Liste des chansons de l'album
1. Speed Of Sound - 3:43
2. Blood In The Playground - 3:36
3. Deadbeat Dad - 3:52
4. Man Over Broad - 2:33
5. No Evil - 5:26
6. Bullshit - 3:24
7. Matress Mambo - 5:21
8. Secret Agent - 3:52
9. Life To Lead - 4:04
10. Park That Truck - 3:30

## En plus
Ce disque contient une plage CD-Rom/multimédia sur laquelle figure le titre Metal On Metal - 5:00 enregistré en live au Wacken Open Air en 1998.